# Sovramonte
Sovramonte (vènet Soramonte) és un municipi italià, dins de la província de Belluno. L'any 2007 tenia 1.696 habitants. Limita amb els municipis de Canal San Bovo (TN), Feltre, Fonzaso, Imer (TN), Lamon, Mezzano (TN) i Pedavena.

## Administració
| Període | Identitat            | Partit        |
| ------- | -------------------- | ------------- |
| 2011-   | Federico Dalla Torre | Llista cívica |